# Conjugaison lituanienne
 (septembre 2024).
La conjugaison lituanienne est la manière dont les verbes lituaniens changent de forme pour exprimer notamment le sujet, le temps et le mode.
Le lituanien est une langue indo-européenne, aussi son système de conjugaison comporte des similitudes notables avec d'autres langues de cette famille, telles que les langues slaves, ou dans une moindre mesure l'allemand ou le français. Ses similarités sont particulièrement marquées avec la conjugaison du letton, qui forme avec le lituanien le groupe des langues baltes.

## Généralités
Les verbes lituaniens distinguent quatre temps simples (présent, passé, futur, et passé itératif), et trois modes (indicatif, conditionnel et impératif/jussif). En plus de leurs formes conjuguées, ils comportent également un grand nombre de participes adjectivaux, adverbiaux et nominaux qui servent notamment à former des temps composés.

### Temps et modes

#### Indicatif
L'indicatif exprime …
L'indicatif est toutefois utilisé dan [], notamment dans les formulations conditionnelles :
L'indicatif est le seul des trois modes simples à posséder plusieurs temps simples
- le présent
- le futur
- le passé
- le passé itératif

#### Conditionnel
Le conditionnel remplit des fonctions similaires à la fois au conditionnel et au subjonctif français. Il est utilisé :
- dans les propositions potentielles reposant sur une condition, où contrairement au français, le conditionnel lituanien marque à la fois la condition et la proposition en dépendant :

« Jei laimėčiau milijoną, nusipirkčiau namą. - Si je gagnais un million, j'achèterais une maison. »

- dans les propositions subordonnées à certains verbes exprimant un souhait, un désir… à l'instar du subjonctif présent en français :

« Jis nori, kad' tu jam padėtum. - Il veut que tu l'aides'. »

- dans la formulation de requêtes polies et non impératives, usage correspondant également au conditionnel en français :

« Ar galėtumėte man padėti? - Pourriez-vous m'aider ?
Norėčiau vandens, prašau. - Je voudrais de l'eau, s'il vous plaît. »

Le conditionnel ne comporte qu'un temps simple : il est de formation régulière sur la base du radical de l'infinitif :
| Conditionnel      | Singulier | Singulier | Singulier | Pluriel    | Pluriel    | Pluriel |
| Conditionnel      | aš        | tu        | jis/ji    | mes        | jūs        | jie/jos |
| ----------------- | --------- | --------- | --------- | ---------- | ---------- | ------- |
| Terminaison       | -čiau     | -tum      | -tų       | -tumėme    | -tumėte    | -tų     |
| Exemple (dirb-ti) | dirbčiau  | dirbtum   | dirbtų    | dirbtumėme | dirbtumėte | dirbtų  |

Il possède un temps composé, exprimant le conditionnel passé et formé par le conditionnel de l'auxiliaire būti suivi du participe passé actif adjectival du verbe lexical, accordé en genre et en nombre avec le sujet :
| Sujet | Conditionnel présent         | Conditionnel parfait                      |
| ----- | ---------------------------- | ----------------------------------------- |
| aš    | dirbčiau Je travaillerais    | būčiau dirbęs/dirbiusi J'aurais travaillé |
| jis   | dirbtų Il travaillerait      | būtų dirbęs Il aurait travaillé           |
| ji    | dirbtų Elle travaillerait    | būtų dirbiusi Elle aurait travaillé       |
| jie   | dirbtų Ils travailleraient   | būtų dirbę Ils auraient travaillé         |
| jos   | dirbtų Elles travailleraient | būtų dirbiusios Elles auraient travaillé  |

#### Impératif
L'impératif est

### Accentuation
À l'instar des substantifs, les verbes lituaniens ont un accent mobile, ce qui signifie que la voyelle accentuée dans chacune de leurs formes peut varier d'un verbe à l'autre.
la voyelle accentuée dans un verbe donné est prévisible, et dépend des caractéristiques de la voyelle accentuée à la racine du verbe.

### Formes tronquées et alternatives
Certaines formes verbales ont plusieurs réalisations possibles : cela est dû le plus souvent à une voyelle finale qui peut se retrouver élidée dans le langage courant.

## Types de conjugaison

### Première conjugaison
La première conjugaison est le plus grand groupe de conjugaison en lituanien : il réunit la plupart des verbes dont l'infinitif termine en -ati, -uoti, -oti, en particulier ceux dérivés de noms ou de racines étrangères (galvoti, interesuoti...).

### Būti
Le verbe būti (être) est l'unique verbe réellement irrégulier en lituanien : en effet, ces formes de la troisième personne du présent (yrà, (il/elle) est, (ils/elles) sont, il y a) et du futur (bùs, (il/elle) sera, (ils/elles) seront, il y aura) ne sont pas déductibles des autres formes verbales. Il est également notable que le paradigme du présent (esù, esì, ẽsame, ẽsate) n'a aucun lien avec le reste du paradigme verbal, faisant de ce temps l'unique cas de supplétion parmi les verbes lituaniens.
Ce verbe comporte également une variante du présent, formé sur la racine būn et exprimant un présent habituel.
| būti             | Singulier | Singulier | Singulier | Pluriel  | Pluriel  | Pluriel |
| būti             | aš        | tu        | jis/ji    | mes      | jūs      | jie/jos |
| ---------------- | --------- | --------- | --------- | -------- | -------- | ------- |
| Présent          | esù       | esì       | yrà       | ẽsame    | ẽsate    | yrà     |
| Passé            | buvaũ     | buvaĩ     | bùvo      | bùvome   | bùvote   | bùvo    |
| Futur            | bū́siu     | bū́si      | bùs       | bū́sime   | bū́site   | bùs     |
| Présent habituel | būnù      | būnì      | bū́na      | bū́name   | bū́nate   | bū́na    |
| Passé habituel   | bū́davau   | bū́davai   | bū́davo    | bū́davome | bū́davote | bū́davo  |
| Conditionnel     | bū́čiau    | bū́tum     | bū́tų      | bū́tumėme | bū́tumėte | bū́tų    |
| Impératif        |           | bū́k       | tebū́na    | bū́kime   | bū́kite   | tebū́na  |